# Après la guerre (film, 1927)
Pour les articles homonymes, voir Après la guerre.

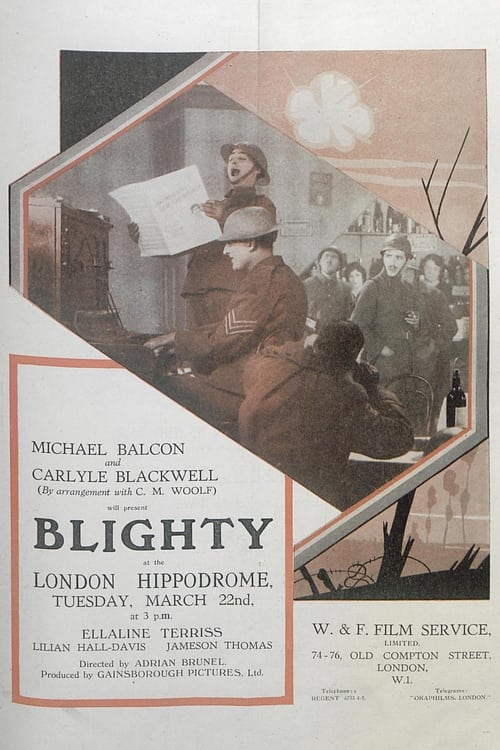
Affiche du film.

Après la guerre (Blighty) est un film britannique réalisé par Adrian Brunel et sorti en 1927.

## Synopsis
Lors du déclenchement de la Première Guerre mondiale, Sir Francis et Lady Villiers et leur fille Ann regardent leurs proches partir au combat. David s'en sort assez bien dans l’armée et est rapidement promu officier, tandis que Robin tombe amoureux et épouse une fille locale. Mais ce dernier est tué au combat sur le front occidental, laissant sa fiancée avec un bébé.
David retourne périodiquement en Angleterre et lui et Ann tombent amoureux. Pendant ce temps, la femme de Robin trouve son chemin en tant que réfugiée en Angleterre pour rechercher les Villiers et les présenter à leur petit-enfant. Après la déclaration de l’armistice avec l’Allemagne, la romance entre David et Ann doit vaincre les attitudes de classe enracinées, tandis que la femme de Robin se sent d’abord dépassée et déplacée dans la maison Villiers. Les problèmes sont finalement surmontés et les Villiers accueillent David et leur belle-fille et petit-enfant dans la famille.

## Fiche technique
- Réalisation : Adrian Brunel
- Scénario : Charles McEvoy, Ivor Montagu, Eliot Stannard
- Image : Jack E. Cox
- Producteurs : Michael Balcon, Carlyle Blackwell
- Société de production :  Carlyle Blackwell Productions, Gainsborough Pictures
- Date de sortie : mars 1927

## Distribution
- Ellaline Terriss : Lady Villiers
- Lillian Hall-Davis : Mrs. Villiers
- Jameson Thomas : David Marshall
- Nadia Sibirskaïa : une réfugiée
- Godfrey Winn : Robin Villiers
- Annesley Healy : Sir Francis Villiers
- Wally Patch : Drill Sergeant
- Dino Galvani : un poilu

## Note et référence
- (en) Cet article est partiellement ou en totalité issu de l’article de Wikipédia en anglais intitulé « Blighty_(film) » (voir la liste des auteurs).